# Minijatura (slikarstvo)
Minijatura (iz talijanskog) ima dvojako značenje u slikarstvu.
1. Minijatura ili Iluminacija je sličicom ili crtežom urešen rukopis. Ime je nastalo jer se prvotno izvodila minijem (živom crvenom bojom) a poslije su se koristile i druge žive boje.
Poznate su već u staroegipatskim papirusima (kao npr. Knjiga mrtvih), preko grčke i rimske ta je tradicija prešla i u ranokrčćanske liturgijske svitke (rotulus), a kasnije knjige (kodeks) i prijepise Biblije.
2. Minijatura (slika) je figuralna scena ili portret malog formata, najčešće precizno izvedena na papiru, pergamenti, bjelokosti ili metalnoj pločici. Počeci minijaturne slike datiraju u 14. st. (Jan de Hesdin), a najraskošniji primjerci su iz 15. st. (Braća Limbourg, Jean Fouquet) i 16. st. (Julije Klović). U suvremenom je dobu poznata hrvatska ilustratorica minijatura Cvijeta Job.

## Poveznice
- Iluminirani rukopisi
- Inicijal
- Predromanika